# (17192) Loharu
(17192) Loharu (1999 XL172) – planetoida z pasa głównego asteroid okrążająca Słońce w ciągu 4,02 lat w średniej odległości 2,53 j.a. Odkryta 10 grudnia 1999 roku.